# Arne Ljungqvist
Arne Ljungqvist es un deportista sueco que compitió en tiro con arco, en la modalidad de arco recurvo. Ganó dos medallas en el Campeonato Mundial de Tiro con Arco al Aire Libre, bronce en 1963 y plata en 1967.

## Palmarés internacional
| Campeonato Mundial al Aire Libre | Campeonato Mundial al Aire Libre | Campeonato Mundial al Aire Libre | Campeonato Mundial al Aire Libre |
| Año                              | Lugar                            | Medalla                          | Prueba                           |
| -------------------------------- | -------------------------------- | -------------------------------- | -------------------------------- |
| 1963                             | Helsinki (Finlandia)             | Medalla de bronce                | Equipo                           |
| 1967                             | Amersfoort (Países Bajos)        | Medalla de plata                 | Equipo                           |